# 穆斯夸巴克公園 (印地安納州)
穆斯夸巴克公園（英語：Musquabuck Park）是位於美國印地安納州科西阿斯科縣的一個非建制地區。該地的面積和人口皆未知。